# 科克斯科姆峰
科克斯科姆峰（英語：Coxcomb Peak）是南極洲的山峰，位於奧次地，屬於阿倫山的一部分，由新西蘭研究隊勘察，該山峰現時由南極條約體系管理。